# ユフラテの樹
『ユフラテの樹』（ユフラテのき）は、手塚治虫の漫画作品。『高一コース』（学習研究社）で1973年4月号から1974年3月号に掲載された。
手塚は、単行本のあとがきで「結末を決めずに描き出したが、登場人物が勝手に動き出して、上手くまとまった」と述べている。同様にあとがきにて、タイトルになっている「ユフラテ」は「連載開始時には何か思いがあったのかもしれないが（単行本のあとがき執筆時には）思い出せない」としている。執筆当時にソビエト連邦をはじめとした数か国の政府機関が積極的にESP開発に乗り出したことが新聞雑誌をにぎわしており、それと聖書の「禁断の果実」とを組み合わせたのも、苦肉の策としている。手塚自身は本作を「高い次元で描いた作品ではない」とあとがきで評している。

## あらすじ
百引（ももひき）高校1年の「オオヤカマシイ」3人組、大矢・鎌・シイ子は、夏休みを利用して鎌の伯父が所有している南九州の孤島「恵法場（えほば）島」を訪れ、脳の働きを数倍に高める物質「ドルベスチン」を含む「ユフラテの実（外見はリンゴに似ている）」の存在を知る。
自身も実を食べ、超常の力を得ていた伯父・庄之助は、3人にユフラテの樹・実のことを口外しないよう警告を与え、3人を返した。
しかし、密かに大矢は実を持ち帰っており、3人で実を分けた。実を食べると、大矢は知能が高まり、鎌は念力が使えるようになり、シイ子は天才的なピアノ演奏ができるようになった。
父に借金の取り立てにきた金貸しを念力で殺した鎌は、悪人を懲らしめ世界征服を目論むようになる。ドルベスチンの効果が消えるのを恐れ、鎌はシイ子を連れて再び恵法場島へと行き、ユフラテの実を独り占めしようとする。それを庄之助（の亡霊）に阻止され、実も全て、庄之助の指示によって鳥たちがくわえてどこかへ運び去って行った。ユフラテの樹も焼け落ちてしまう。
3人は、実による力を失うとともに、ユフラテの樹に関する一切の記憶を失った。

## 主な登場人物
大矢
鎌
シイ子
丹波
恵法場島で暮らす住人の1人。民生委員。
鎌 庄之助
鎌の伯父。先ごろ飛行機事故で亡くなったと思われていたが、恵法場島で3人の前に姿を現す。
刑事
鎌の家で、金貸しが心臓麻痺で死んだ件で捜査に来た。ヒゲオヤジが演じている。
念力による殺人について最初は信じていなかったが、鎌が銀行強盗などを殺したことから念力の存在を信じるようになる。現行の法律では裁けないが、倫理的には許されることではないと諭すも、鎌には通じなかった。

## 書誌情報
- 『ユフラテの樹』（1975年、大都社、スターコミックス）
- 『ユフラテの樹』（1983年、講談社、手塚治虫漫画全集255、ISBN 978-4061732551）
- 『ユフラテの樹』（1996年、秋田書店、秋田文庫、ISBN 425317180X）
- 『ユフラテの樹』（1999年、秋田書店、サンデーコミックス、ISBN 978-4253064514）
- 『ユフラテの樹』（2009年、講談社、手塚治虫文庫全集021、ISBN 9784063737219）
  - 「日本発狂」を併録

## 関連
- ブラック・ジャック 火の鳥編 - 2006年にセガが発売したニンテンドーDS用ゲーム。架空の薬品（毒薬）として「ドルベスチン」の名称が使用されている。